# Palazzo Guasco
Il Palazzo Guasco Gallarati di Bisio è un edificio storico di Alessandria, situato nella omonima via dei Guasco; la sua storia risale ai primi secoli dalla fondazione della città.
L'ala destra del palazzo è, oggi, sede di alcune sezioni dell'amministrazione provinciale: la Direzione economia e sviluppo della Provincia di Alessandria (che comprende l'Assessorato alla cultura e l'Assessorato al turismo), la Biblioteca provinciale di Editoria locale, l'Istituto per la storia della Resistenza e della società contemporanea e la galleria d'arte moderna "Carlo Carrà".
Sono in attesa di restauro alcuni saloni del palazzo che conservano la struttura architettonica settecentesca. L'ala sinistra del palazzo, invece, è tuttora proprietà privata.

## Storia

### XVIII secolo
L'attuale conformazione del palazzo è del XVIII secolo, risultato dei lavori di rifacimento voluti dal marchese Lodovico Guasco-Gallarati di Solero (1723-1784). Alla morte del marchese Lodovico, il 20 marzo 1784, il palazzo è stato ereditato da Paolo Guasco di Bisio e Francavilla.

#### Il teatro

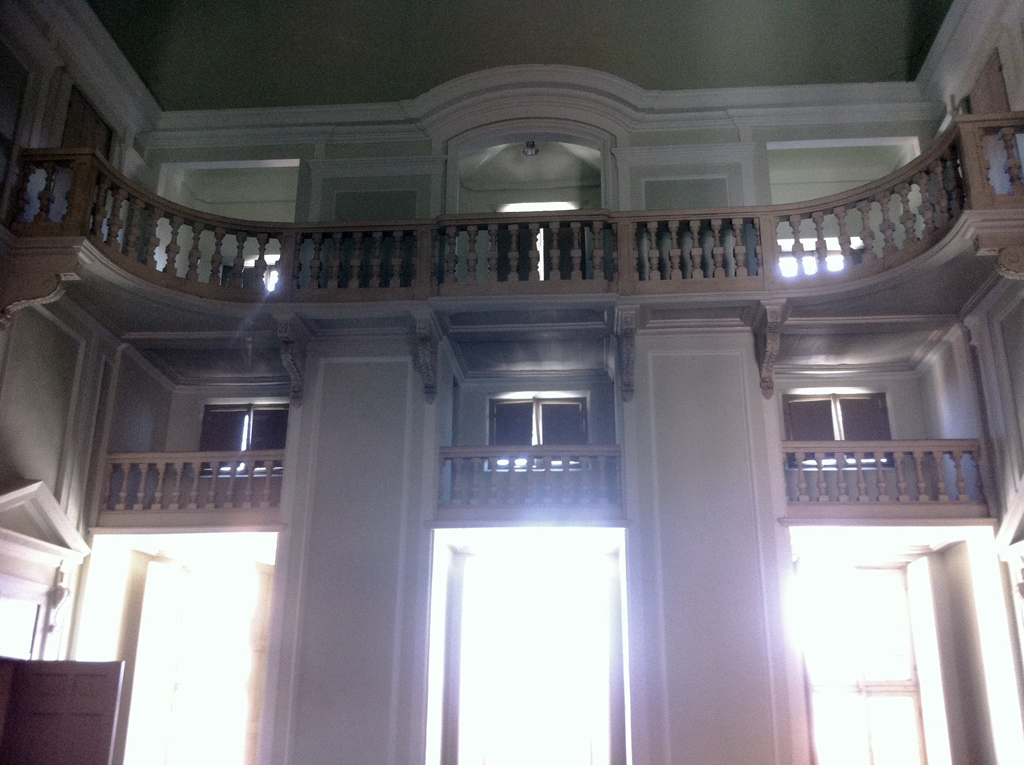
L'interno del teatro di Palazzo Guasco come si presenta oggi.

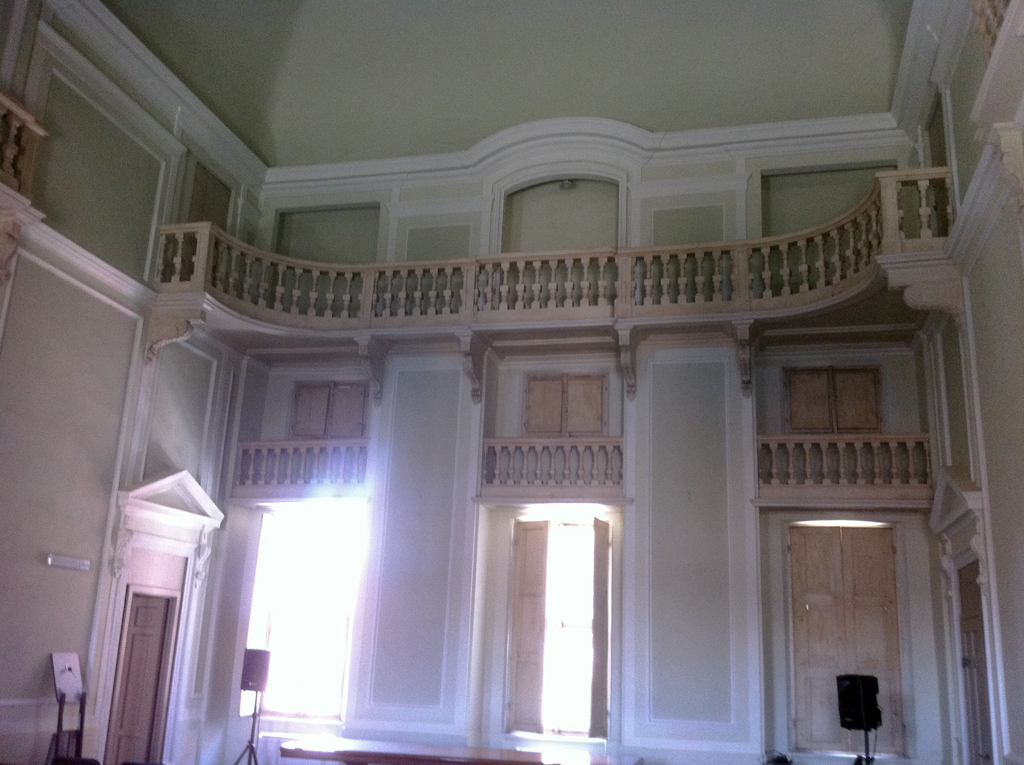
L'interno del teatro di Palazzo Guasco come si presenta oggi.

Nel nuovo clima politico creatosi all'indomani del trattato di Utrecht, la città di Alessandria trovò nuovi spunti e nuovi stimoli per la vita sociale cittadina. In questo contesto il marchese Don Filippo Guasco Gallarati di Solero decise di incorporare un piccolo teatro pubblico nel palazzo. Nasceva così il primo teatro cittadino. Il 27 marzo 1729 il re di Sardegna Vittorio Amedeo II consegnò al marchese Guasco le regie patenti per l'apertura e la gestione del suo teatro. Riconoscente del gesto il marchese ordinò che si facesse abbellire il palco centrale di prima fila con lo stemma araldico di casa Savoia.
Nel settembre dello stesso anno, alla presenza del principe ereditario Carlo Emanuele, il teatro venne inaugurato ufficialmente con una rappresentazione d'opera. L'unica testimonianza di quel periodo è la cosiddetta "Cronaca Bolla" che così commenta l'evento musicale dell'inaugurazione del teatro: "Oh quanto meno avrebbe egli contribuito al pubblico bene della città, se avesse impiegato il di lui contante (!!) ed il bel talento, ond'è fornito, in qualche più proficuo ritrovamento!".
Negli anni si susseguirono molte e di successo stagioni liriche, vennero messe in scena opere serie e buffe. Vi è però sempre stato antagonismo aperto della borghesia, le cronache del tempo non hanno lasciato che poche tracce quasi tutte di avversione all'opera divulgativa del teatro cittadino considerando dissoluti gli spettacoli e criticando le spese sostenute per gli allestimenti degli spettacoli.
Nel 1766 la sorda avversione della borghesia e del clero contro il teatro finì per stancare i marchesi di Solerio. In quell'anno ebbe luogo l'ultima recita della Semiramide di Metastasio, quindi il teatro venne chiuso definitivamente e i marchesi consegnarono le regie patenti ai decurioni perché venissero riutilizzate per il teatro municipale di futura nuova costruzione.

### XIX secolo
Nel 1800 muore Paolo Guasco di Bisio e Francavilla e il palazzo viene ereditato dal figlio Francesco, notabile alessandrino, investito di alte cariche cittadine durante la dominazione francese. Il palazzo passò poi al nipote Emilio nel 1814, e dopo di lui nel 1847 al pronipote marchese Francesco Guasco Gallarati di Bisio (1847-1926).

### XX secolo
Il marchese Francesco Guasco Gallarati di Bisio e Francavilla (1847-1926) con testamento olografo del 28 dicembre 1919, pubblicato solo il 7 settembre 1926, ha ceduto al Comune di Alessandria il palazzo Guasco sia come testimonianza di inestimabile patrimonio storico, ma anche per destinarlo a luogo di arte e cultura: museo, pinacoteca, biblioteca. Il Comune di Alessandria rinunciò formalmente al lascito e quindi il palazzo è tornato al legittimo erede, il principe Emilio Guasco Gallarati marchese di Bisio e Francavilla (nato nel 1878).

## Galleria d'immagini

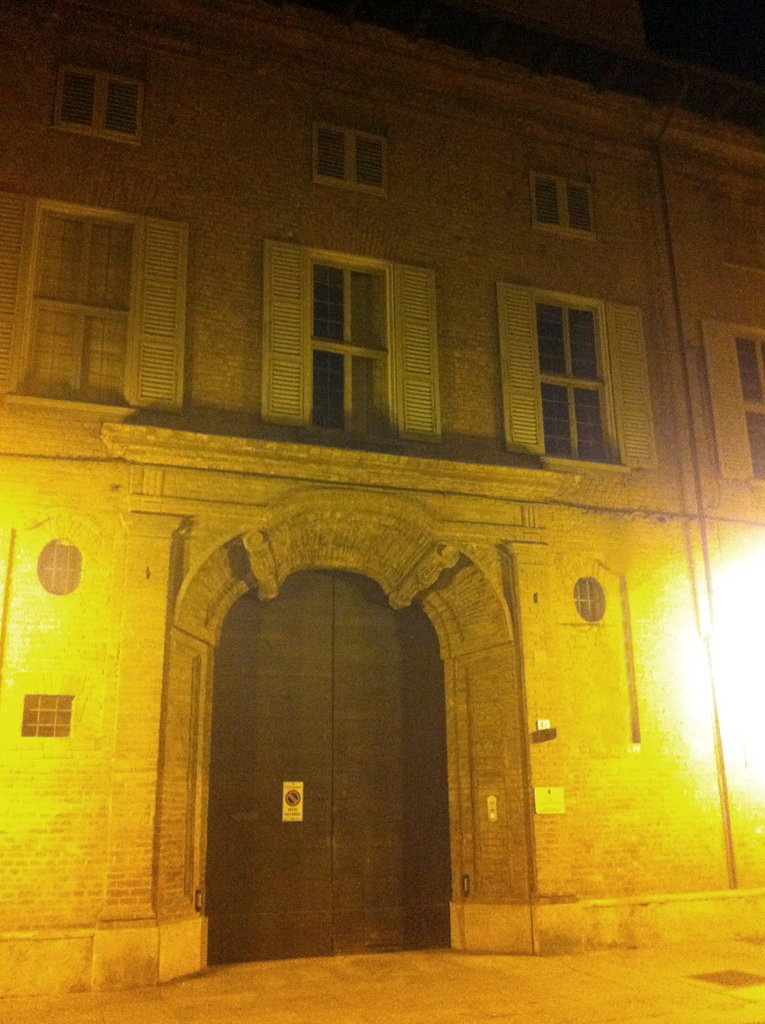
Ingresso ala sinistra di Palazzo Guasco dal quale si accedeva al teatro